# James Aubrey Simmons
James Aubrey Simmons (8 juillet 1897 – 30 novembre 1979) fut un magistrat et homme politique libéral canadien. 

## Biographie
Né à Revelstoke en Colombie-Britannique, il siégea à la Chambre des Communes de 1949 à 1957 pour représenter la circonscription fédérale du Yukon. Il fut défait lors des élections de 1957 et 1958.